# OSO 7
OSO–7 (Orbiting Solar Observatory) amerikai napkutató műhold.

## Küldetés
A program célja Napkutatás. A Nap elektromágneses sugárzásának vizsgálata az ultraibolya és a röntgentartományban, valamint az égbolt, a geokorona és az állatövi fény tanulmányozása.

## Jellemzői
Tervezte a NASA, építette Ball Brothers Research Corporation (BBRC).
Megnevezések: OSO–7 (Orbiting Solar Observatory); OSO G; COSPAR: 1971-083A. Kódszáma: 5491.
1971. szeptember 29-én Floridából, a Légierő (USAF) Cape Canaveral rakétaindító bázisáról, az LC–17A (LC–Launch Complex) jelű indítóállványról, egy Thor–Delta (565/D85) hordozórakétával, a TETR–3 navigációs műhold társaságában állították alacsony Föld körüli pályára (LEO = Low-Earth Orbit). Az orbitális pályája 93,20 perces, 33,1 fokos hajlásszögű, elliptikus pálya perigeuma 321 kilométer, az apogeuma 572 kilométer volt.
Tömege 635 kilogramm. Mérési adatait magnóra rögzítette, illetve közvetlenül a földi állomásokra továbbította.
1974. július 9-én 1014 nap (2,78 év) után belépett a légkörbe és megsemmisült.